# Gerhard Friedrich (1917–1945)
Gerhard Friedrich, nemški častnik, vojaški pilot in letalski as, * 16. september 1917, Berlin-Johannisthal, † 16. marec 1945, Stuttgart.

## Življenjepis
Gerhard Gerd Friedrich je svojo letalsko kariero začel kot pilot transportnega letala in je v tem tipu letala sodeloval pri bitki za Kreto in sicer pri enoti KG z.b.v. 106. 
V začetku leta 1942 se je prešolal za pilota nočnega lovca in bil po uspešnem zaključku premeščen k III./NJG 1. Svojo prvo zračno zmago je dosegel v noči s 16. na 17. junij, ko je sestrelil britanski lahki bombnik Vickers Wellington. Do oktobra 1942 je dosegel čin nadporočnika, takrat pa so ga premestili k II./NJG 2. Med služenjem v tej enoti je dosegel vsaj eno zračno zmago, britanski bombnik Handley Page Halifax, ki ga je sestrelil v bližini mesta Bar-le-Duc v noči s 24. na 25 oktober. Kasneje je bil Friedrich premeščen k 8./NJG 4. V tej enoti je dosegel status letalskega asa, ko je v bližini Corouvra sestrelil še en britanski težki bombnik Halifax. 
1. januarja 1943, je bil postal Staffelkapitän 10./NJG 4. Med časom poveljevanja tej enoti je dosegel nove tri zračne zmage, nato pa je bil pri enem od napadov na britanske bombnike s svojim lovcem Messerschmitt Bf 110 F-4 (W. Nr. 4755) v noči s  16. na 17. april zadet. V akciji sta bila oba s kopilotom ranjena in sta bila prisiljena iz poškodovanega letala izskočiti s padalom.
1. avgusta je bila 10./NJG 4 prestrukturirana v 1./NJG 6. V začetku leta 1944 je napredoval v čin stotnika, v noči s 25. na 26. februar 1944 pa je dosegel svojo deseto zmago, ko je sestrelil britanski težki bombnik Avro Lancaster. Friedrich je 12. julija 1944 z 18 potrjenimi zračnimi zmagami postal Gruppenkommandeur I./NJG 6.
Svojo dvajseto zmago je dosegel v noči z 11. na 12. september, ko je v bližini Darmstadta sestrelil še enega Lancastra. Štiri Lancastre je sestrelil tudi v noči s 23. na 24. februar 1945, s 14. na 15. marec pa je dosegel še tri zmage nad temi bombniki. 
15. marca 1945 je bil za 29. doseženih zmag odlikovan z Viteškim križem. Friedrich je zadnjič poletel na bojno nalogo 16. marca 1945, ko se je dvignil nad Stuttgart. Ob 21.00 je s svojim lovcem nesrečno trčil v britanski bombnik, ki ga je napadel, pri tem pa sta strmoglavili obe letali. V razbitinah njegovega lovca Junkers Ju 88 G-6 (W. Nr. 621801) “2Z+LB” so umrli vsi trije člani posadke, v britanskem Lancastru pa je bilo sedem mrtvih.
Gerd Friedrich je vseh svojih 33 zračnih zmag dosegel ponoči. 

## Odlikovanja
- Železni križec 2. in 1. razreda
- Nemški križ v zlatu (1. oktober 1944)
- Viteški križ železnega križca (15. marec 1945)